# Iwao Yamawaki
Iwao Yamawaki (山脇巌 Yamawaki Iwao?) (Nagasaki, 29 de abril de 1898-Tokio, 8 de marzo de 1987) fue un arquitecto y fotógrafo japonés, de estilo racionalista. 

## Trayectoria
Nacido como Iwao Fujita, adoptó el apellido de su esposa, Michiko Yamawaki (1910-2000), con quien casó en 1928. Estudió en la Universidad Nacional de Bellas Artes y Música de Tokio (1921-1926) y, posteriormente, en la Bauhaus (1930-1932).
Yamawaki perteneció a una segunda generación de arquitectos que practicó la arquitectura moderna en Japón, tras los del grupo Bunri-ha (Mamoru Yamada, Kikuji Ishimoto). Destacó especialmente por sus construcciones en vivienda, como su propia casa en Tokio (1935) o la casa Migishi también en Tokio (1935), famosa por su salón-taller acristalado de doble altura.